# 曶鼎
曶鼎，西周中期青铜器，清朝时由毕沅得于陕西西安，该鼎高2尺，围4尺，深9寸，款足作牛首形。原器已遗失，仅铭文拓片传世。铭文共24行，行最多17字，共计四百余字，记录了与制器人曶相关的三件事。

## 历史
乾隆年间，曶鼎土于陕西周原。乾隆四十三年（1778年），陕西巡抚毕沅在陕西西安获得该鼎，后带回江苏家中，放置于灵岩问梅禅院。毕沅出生于江蘇鎮洋，是乾隆二十五年的狀元，曾任陕西按察使、布政使、巡抚等职，是清朝著名的金石学者。嘉庆初年，毕沅死后因涉和珅贪腐案被追责抄家，一说曶鼎由此被罚没入官。而根据四川省博物馆所藏《曶鼎铭》拓片上张廷济的跋文，在毕家被抄没时的家产名录中并无曶鼎。另有说法称该鼎在毕沅去世后已被其家人沉入太湖。

## 铭文

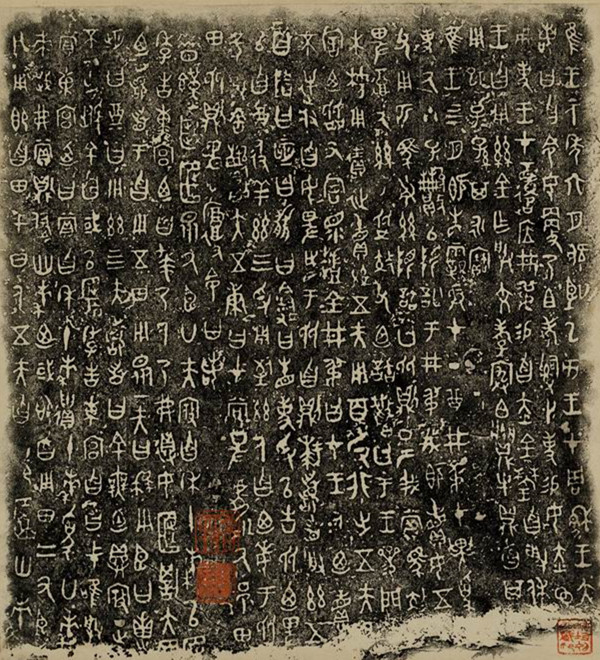
沈韵初旧藏曶鼎铭拓片

### 刊发
嘉庆二年（1797年），毕沅与阮元同撰的《山左金石志》发行，其中收录有曶鼎铭文的摹本，毕沅在书中写道：“右曶鼎沅得之于西安，嘉定钱献之（玷）为作释文时，沅所撰《关中金石记》未及收录。兹携来山左署中，因即编入《山左金石志》。”嘉庆九年（1804年），阮元所撰《积古斋钟鼎彝器款识》出版，是最早收录曶鼎铭文拓片的著作。

## 相关
1987年，上海博物馆通过征购得到一件仿曶鼎，由于其铭文仿制极佳，传闻《两周金文辞大系图录考释》等著作可能误用了该仿曶鼎的铭文拓片，上海博物馆副馆长李朝远通过数种拓片的比照证明仿曶鼎铭文并未被传闻书籍使用。